# Major Crimes
Major Crimes är en amerikansk kriminal- och dramaserie vars första säsong bestod tio avsnitt och hade premiär den 14 augusti 2012. Serien är en spin-off av serien The Closer som utspelade sig i samma polisavdelning. Serien pågick under sex säsonger där den sista säsongen hade premiär den 31 oktober 2017 och serien avslutades den 9 januari 2018, efter totalt 105 avsnitt. Serien visas på Viaplay med start den 2 juli 2023.

## Handling
Serien utspelar sig i Los Angeles och kretsar kring en grupp poliser vid LAPD som leds av Sharon Raydor som fokuserar på grova och komplexa brottsfall.

## Rollista i urval
- Mary McDonnell - Sharon Raydor
- G. W. Bailey - Louie Provenza
- Tony Denison - Andy Flynn.
- Michael Paul Chan - Michael Tao
- Raymond Cruz - Julio Sanchez
- Kearran Giovanni - Amy Sykes
- Phillip P. Keene - Buzz Watson
- Graham Patrick Martin - Russell "Rusty" Beck
- Jonathan Del Arco - Dr. Fernando Morales
- Robert Gossett - Russell Taylor
- Nadine Velazquez - Emma Rios
- Jon Tenney - Fritz Howard
- Leonard Roberts - Leo Mason
- Daniel Di Tomasso - Wes Nolan
- Jessica Meraz - Camila Paige
- Ian Bohen - Daniel Dunn
- Bill Brochtrup - Dr. Joe Bowman
- Malcolm-Jamal Warner - Chuck Cooper
- Tom Berenger - Jackson Raydor